# Ducetio
Ducetio o Duketio (en griego antiguo: Δουϰέτιος), fue un hegemón de los sikeles (sículos), un pueblo prerromano de Sicilia (ὀ τῶν Σικελῶν ἡγεμών), muerto en 440 a. C., que logró reunir en una sola federación todas las ciudades sículas, salvo una. La federación sícula, helenizada, acuñó moneda y dispuso de un ejército federal.
En 459 a. C., fundó la ciudad de Meneno (actual Mineo) mediante la distribución de la tierra entre sus mercenarios griegos y sículos, tomó la ciudad de Murgantia. A los mercenarios que habitaron las poblaciones que fundó, los nombró ciudadanos de las ciudades respectivas.
En 453 a. C fundó y amuralló Palice, cerca del santuario de los Palicos. Se convirtió en la capital de la federación sícula, liga a cuya constitución impulsó Ducetio, como asimismo la fundación de ciudades en zonas estratégicas.
Poco después de fundar Palice, atacó Acragante. Después de someter Inesa- Etna, Ducetio atacó Motyon, ciudad sicana protegida por Agrigento (451 a. C.). Agrigento y Siracusa, alarmadas, enviaron tropas en su ayuda. Al año siguiente, sufrió una derrota aplastante en Nomai por la coalición de las dos polis (ciudades). Los supervivientes de su ejército se dispersaron por varias ciudades sículas y Ducetio se quedó solo con un puñado de seguidores fieles. Agrigento conquistó Motyon y Ducetio huyó a Siracusa, donde fue juzgado por la asamblea ciudadana. Fue exiliado a Corinto, ciudad fundadora de Siracusa, con la condición de no volver a Sicilia.
Ducetio regresó a Sicilia, con un ejército reclutado entre colonos griegos y fundó la ciudad de Caleacte (actual Caronia), de carácter greco-sículo (448-446 a. C.), cuyo oikistés (fundador) fue Arcónides de Herbita, un dinasta sículo con nombre helenizado. Esta ciudad, cuyo enclave no era estratégico, no supuso ninguna amenaza para Siracusa, que ya había reconquistado los territorios que anteriormente estuvieron bajo su dominio.
Tras la muerte de Ducetio, no se produjo ningún tipo de levantamiento sículo contra la hegemonía siciliota (griegos sicilianos) de la isla.